# Monterrey (ort i Honduras)
Monterrey är en ort i Honduras.   Den ligger i departementet Departamento de Cortés, i den västra delen av landet, 180 km norr om huvudstaden Tegucigalpa. Monterrey ligger 18 meter över havet och antalet invånare är 2 234.
Terrängen runt Monterrey är platt. Runt Monterrey är det ganska tätbefolkat, med 185 invånare per kvadratkilometer. Närmaste större samhälle är San Pedro Sula, 17,5 km sydväst om Monterrey. Omgivningarna runt Monterrey är en mosaik av jordbruksmark och naturlig växtlighet.